# Вертерзее-Штадіон
Ве́ртерзее-Шта́діон (нім. Wörthersee Stadion), раніше — «Гіпо-Арена» (нім. Hypo-Arena) — футбольний стадіон у Клагенфурті, на якому проводить домашні матчі футбольний клуб «Аустрія Кернтен». Стадіон збудований у 2007 році на місці старого стадіону, спорудженого в 1960 році, і є головним стадіоном Каринтії.

## Розташування
Стадіон розташований на південному заході Клагенфурта у районі Вайдманнсдорф. Арена входить до складу спортивного комплексу «Шпортпарк Клагенфурт» разом із легкоатлетичним стадіоном та спортивною залою Kastner + Öhler. Поруч зі стадіоном відкрита футбольна академія на 200 учнів, яка збудована за пілотним проєктом підтримки молодих спортсменів, презентованим Федеральним урядом Австрії.

## Історія

### Старий стадіон
Перший стадіон на цьому місці було збудовано в 1960 році, оскільки попередню домашню арену місцевого футбольного клубу «Аустрія» (Клагенфурт) зруйнували для будівництва нового виставкового центру. Стадіон місткістю 10 900 глядачів, який міг приймати футбольні та легкоатлетичні змагання, було відкрито 7 серпня 1960 року. На новому стадіоні гра «Аустрії» значно покращилася, і за два сезони команда піднялася з чемпіонату землі Каринтія до вищого дивізіону. З 1962 до 1989 команда провела понад 10 сезонів у Австрійській Бундеслізі, постійно збираючи понад 10 000 глядачів.
У 1990-тих на стадіоні відбулися найважливіші матчі в історії стадіону. 17 серпня 1994 вперше і востаннє на «Вертерзее» зіграла збірна Австрії. За товариським матчем, в якому Росія перемогла господарів з рахунком 0:3, спостерігали 11 000 глядачів . 21 липня 1998 року на цій арені відбувся останній важливий матч: у присутності 6 000 глядачів «Штурм» (Грац) переміг «Рид» у матчі за Суперкубок. Після цього стадіон став поступово приходити в занепад.

### Будівництво нової арени
Коли Австрія здобула право проводити матчі Євро-2008 (а 7 березня 2001 року «Вертерзее» було включено до списку стадіонів чемпіонату), було ухвалене рішення про будівництво нового стадіону на місці застарілої арени. Перший проєкт з'явився ще в 2001 році. До 29 жовтня 2004, коли сплив термін подачі заявок, було подано шість проєктів нової арени. Проте окрім фінансових проблем, які постали перед містом ще в 2003 році, з'явилася інша неприємність — жоден з 6 проєктів не був прийнятий. 10 листопада 2005 року почався демонтаж старого стадіону, а команда «Кернтен» стала грати на невеликому стадіоні «Фішль». Після тривалих консультацій було прийнято остаточний проєкт, і 11 січня 2006 року голова землі Каринтія Йорг Гайдлер заклав перший камінь нового стадіону. Виконавцем робіт були компанії Porr AG та Alpine-Mayreder. 30 червня 2007 року Hypo Group Alpe Adria придбала права на назву стадіону на 10 років.
7 вересня 2007 року в присутності 26 500 глядачів (ще не всі сидіння були встановлені) відбулося офіційне відкриття стадіону. В першому матчі збірна Австрії зіграла в нульову нічию зі збірною Японії. Після цього стадіон став домашньою ареною новоствореного клубу «Аустрія Кернтен».
Перед початком Євро-2008 стадіон отримав нагороду «Зелений м'яч» як найкращий проєкт з екологічної точки зору. Організація, яка вручила цю нагороду, відзначила систему енергоменеджменту стадіону та те, що стадіон органічно вписується в альпійський ландшафт (щоправда, місцеві мешканці іноді, навпаки, називають стадіон «НЛО» через його сучасну архітектуру).

## Євро-2008

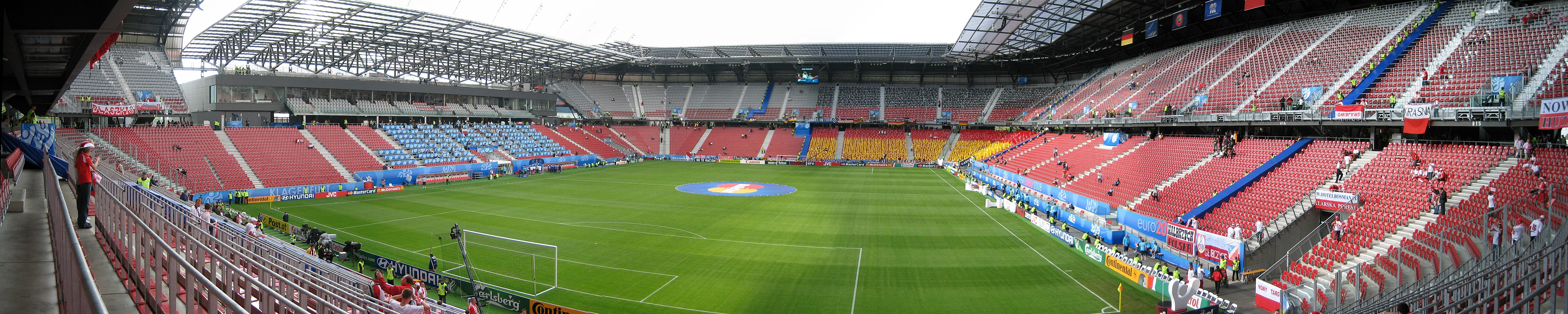
Панорама стадіону

Стадіон увійшов до числа чотирьох австрійських стадіонів, що приймали матчі Чемпіонату Європи з футболу 2008. Оскільки Hypo Group Alpe Adria не була спонсором Євро-2008, стадіон тимчасово називався «Вертерзее». Під час Євро-2008 він приймав три групові матчі (всі за участі несіяних команд):
| Дата      | Матч                 | Рахунок | Раунд          | Глядачі |
| --------- | -------------------- | ------- | -------------- | ------- |
| 8 червня  | Німеччина — Польща   | 2:0     | Матч групи «B» | 30 461  |
| 12 червня | Хорватія — Німеччина | 1:1     | Матч групи «B» | 30 461  |
| 16 червня | Польща — Хорватія    | 0:1     | Матч групи «B» | 30 461  |

## Після Євро-2008
Як і Тіволі Ной, стадіон виявився завеликим для команди «Аустрія Кернтен», оскільки населення міста лише в 2,9 разів перевищує місткість стадіону. Тому одразу після завершення чемпіонату було вирішено розібрати другий ярус. Конструкції демонтованого другого ярусу передали меншим австрійським стадіонам. Місткість після демонтажу конструкцій становить 18,000 глядачів.